# Guirivilo
El guirivilo (de nombre en mapudungun ngürü: zorro y filu: culebra, "zorro culebra"), también conocido como ngurvilu, nguruvilú, guruvilu, ñuruvilú, ñirivilu, ñivivilu, ñirivilo o nirivilo, es un animal acuático presente en la mitología mapuche.

## Descripción
El guirivilo es una criatura del tamaño de un gran cánido, que se presenta como un ser con cabeza de zorro. Pero con el cuerpo largo, similar a una culebra (incluso con escamas, aletas similar a una serpiente marina) y una gran y larga cola de zorro que tiene en su extremo unas uñas, que utiliza como garra, y con la cual produce también torbellinos.

## Leyenda
Según las leyendas, el guirivilo es un tipo de "Zorro de agua" de fuerza descomunal que habita en los remansos intensivos de los ríos y en aguas cenagosas.
Se dice que utiliza su extraña y gran cola con uñas, como una garra para enredar a hombres y animales que se bañan en sus aguas, con el fin de arrastrarlos al fondo para ahogarlos y alimentarse de ellos. Esta criatura hace que el nivel del agua baje, para animar a las personas a que intenten cruzar el río, haciéndoles creer, que sus aguas parecen seguras; (e igualmente sería la causa de los torbellinos peligrosos que matan a las personas que intentan cruzar los ríos). Debido a sus características, el guirivilo suele ser a veces confundido con la criatura mitológica llamada cuero.
No suele salir a la tierra, ya que este cambio provoca terribles temblores en su cuerpo, como si estuviera sintiendo un gran frío.

### Protección
Se dice que la única manera segura de cruzar un río en el cual viva un guirivilo es en una embarcación. Pero si se desea que el Guirivilo deje de vivir en ese lugar, la persona debe conseguir una buena machi, o un calcu que acepte ayudar. Si es un calcu, a este deben ser ofrecidos regalos a cambio del servicio del retiro de guirivilo. 
La machi o calcu realizaría una ceremonia que consiste en caminar a través del río hasta que alcance el torbellino, luego de lo cual se zambulle. Posteriormente nadaría luego a la superficie, y traería capturado al guirivilo mediante sus capacidades mágicas. Ya atrapado en la superficie, la machi o el calcu procedería a amenazar a la criatura con un cuchillo, diciéndole que lo va a mutilar si sigue dañando a otras personas que intenten cruzar o bañarse en ese sitio. Luego de la amenaza, lanzaría al guirivilo nuevamente dentro del agua; y el torbellino o los torbellinos se contraerían y después desaparecerían.  
Se dice que luego de la ceremonia, la gente vería que el nivel del agua baja, haciendo que el bañarse o el cruzar el río o estero sea más fácil. 
Igualmente se dice que la criatura se mudaría a otra parte, para atormentar probablemente a la gente río o estero abajo, o en otro diferente.